# Herbert Backe
Herbert Backe   (Batumi, 1 de maig de 1896 - Nuremberg, 6 d'abril de 1947) va ser un polític nacionalsoscialista durant el Tercer Reich i criminal de guerra alemany.
Va ver secretari d'estat del ministre de l'agricultura i de l'alimentació Richard Walther Darré al qual va succedir com a ministre d'Alimentació (el 1942) i ministre d'Agricultura (el 1944).
Durant la Segona Guerra Mundial Alfred Rosenberg va proposar Backe com a administrador del Reichskommissar d'Ucraïna. Va ser un dels organitzadors del Pla de la fam destinat a fer morir de gana a milions d'eslaus per tal d'assegurar el subministrament d'aliments a l'exèrcit i el poble alemanys.
Capturat, després de la guerra, pels aliats va ser jutjat a Nuremberg però es va suïcidar en penjar-se a la seva cel·la.